# Escola de Chicago
L'Escola de Chicago va ser un estil arquitectònic sorgit al pas del segle xix al xx a la ciutat de Chicago. Va ser pioner en la introducció de nous materials i tècniques per a la construcció de grans edificis comercials i dels primers gratacels. L'Escola de Chicago és fonamental per a la història de la construcció a Amèrica i per a la teoria de l'arquitectura en l'últim terç del segle xix.

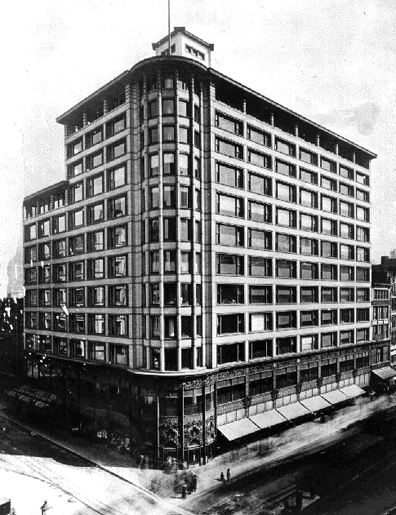
Carson, Pirie Scott & Co. Building, de Louis Henri Sullivan

## Història
Al sorgiment de la ciutat de Chicago, la major part dels edificis (tant públics com privats) es van construir de fusta, seguint la tècnica del balloon frame; aquest sistema està basat en una estructura feta de llistons de fusta d'una determinada mida (normalment de dos pisos d'alçada) i fixats simplement amb claus. Aquesta estructura, força robusta, permetia reduir el temps de construcció, així com l'especialització de la mà d'obra.

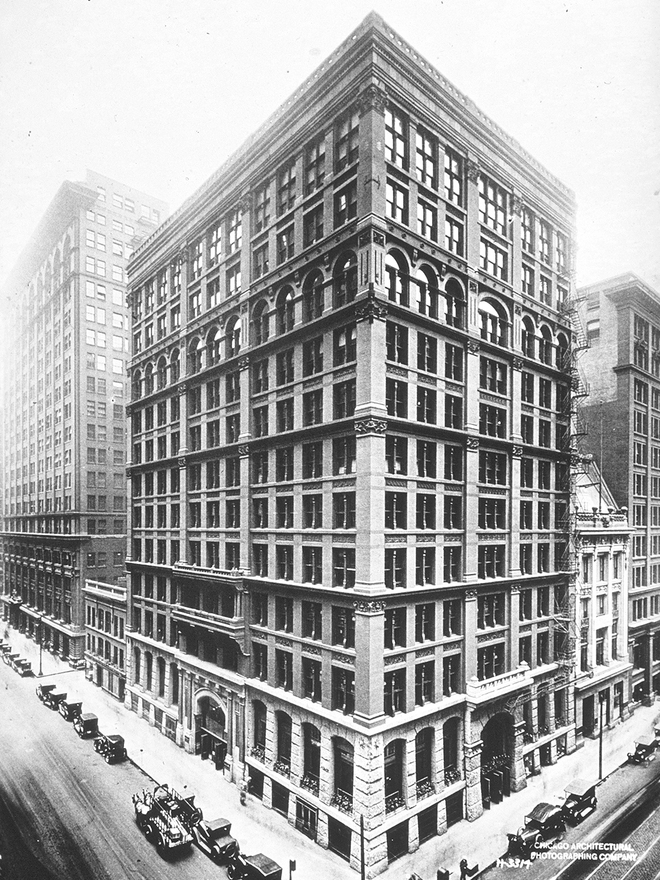
Home Insurance Building, William Le Baron Jenney, 1885.

### Orígens
El 1871 la ciutat de Chicago va sofrir un incendi gravíssim que la va destruir gairebé per complet, la qual cosa suposà haver de tornar a aixecar-la de nou. Aquesta necessitat de crear nous edificis, va donar peu a l'aparició de la denominada Escola de Chicago. Després d'aquest incendi, els arquitectes i enginyers van començar a substituir les cases individuals de fusta per edificis de diverses plantes d'alçada, amb els quals podien proporcionar habitatge a més gent en menys espai construït; en aquest sentit, sorgeix un nou concepte arquitectònic; el gratacel. Chicago és una ciutat emergent, per això es produeix una gran especulació sobre el terreny i una gran demanda de construcció. La solució que s'adopta és la construcció en vertical: molts pisos elevats sobre una planta reduïda. Es van començar a construir edificis amb un nombre de pisos que mai s'havia arribat a aconseguir; estem parlant d'edificacions que podia oscil·lar entre els 10 i els 16 pisos d'altura, les quals eren assumibles perquè ja s'havien inventat i posat en funcionament els ascensors elèctrics.
L'Escola de Chicago està integrada per un conjunt d'arquitectes, principalment procedents d'Europa, que varen arribar a la ciutat per donar resposta al greu incendi que va arrasar amb la majoria de les cases; en aquest context es deixen de banda els edificis de pedra i fusta, que tenien murs molt grossos, i l'arquitectura es veu dominada per les estructures de ferro recobertes. Una altra innovació seran les finestres corregudes que ocuparan la major part de les façanes dels edificis, que prefigura el que més endavant es denominarà mur cortina i que trobem, per exemple, en l'edifici de la Bauhaus a Dessau.

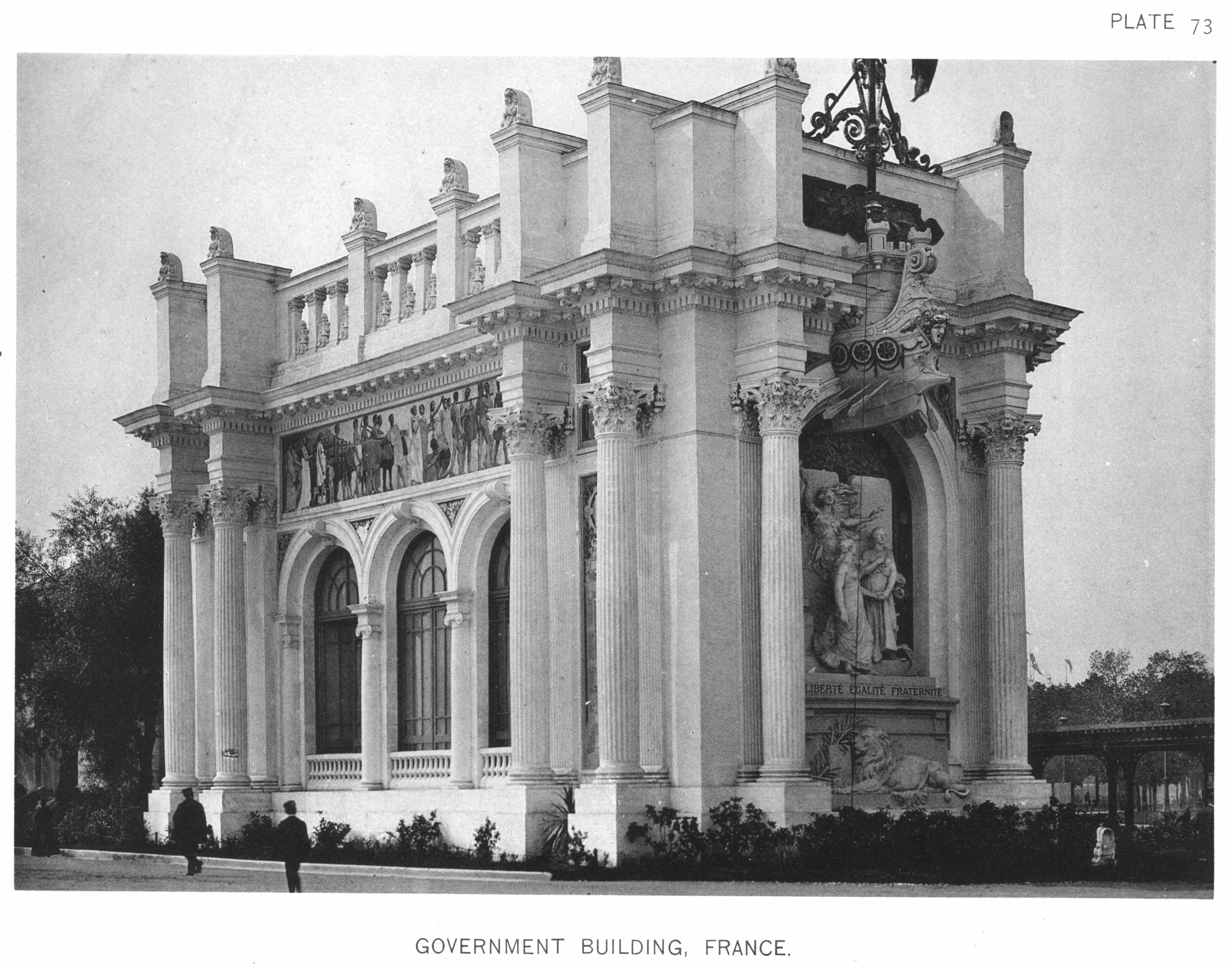
Edifici francès a l'Exposició, per Arnold & Higinbotham.

### Sullivan i nova arquitectura
Si bé l'abandonament de la construcció de cases individuals va suposar un primer pas cap a la industrialització de les ciutats i a l'edificació de grans gratacels, va sorgir un moviment que va reaccionar contra aquesta evolució i que optava per les cases particulars unifamiliars com a l'habitatge òptim; aquest grup reaccionari tenia com a referència a Frank Lloyd Wright.

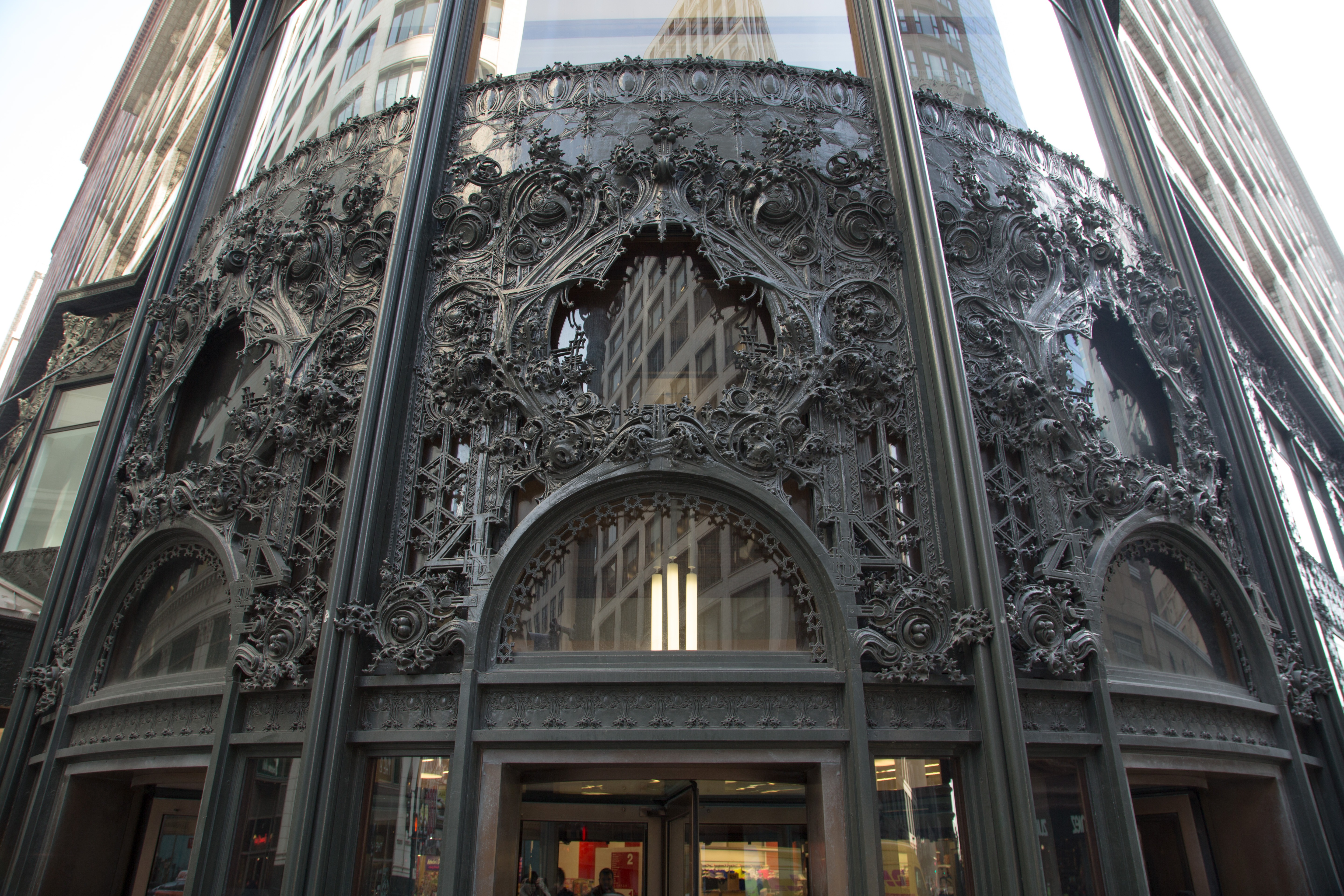
Detall del sòcol del Carson, Pirie Scott & Co. Building, de Louis Sullivan.

A principis dels anys 80 Louis Sullivan es va instal·lar a Chicago, aportant un coneixement de l'estil academicista de l'Escola de Belles Arts de París i veient la ciutat com una oportunitat per desenvolupar un estil propi, sense tradicions que el dictaminin. El primer gran edifici de Sullivan, i on comença a incorporar una ornamentació molt seleccionada, és l'Auditorium, amb col·laboració de Dankmar Adler (1887-89). En aquesta obra, Sullivan comença a aproximar-se a allò que uns anys després a Europa es denominarà Art Nouveau. Un exemple d'aquest tipus d'ornamentació resideix en el sòcol del Carson, Pirie Scott & Co. Building, que presenta una decoració amb ferro fos.
Sullivan tenia preferència per construir edificis públics. Gràcies a l'aparició de noves tècniques constructives o de nous invents, com l'ascensor, Sullivan podia construir gratacels d'unes dimensions considerables. Es va centrar en com organitzar estèticament les façanes dels seus edificis. Fou un pioner en el tractament exterior d'aquest tipus de construccions, i va aplicar el seu famós principi "la forma segueix la funció" en la façana dels gratacels.

### Crisi de l'Escola
L'apogeu de l'Escola de Chicago es va veure truncat per la celebració de l'Exposició Universal de Chicago de 1893, també coneguda com a World's Columbian Exposition. L'Exposició, dissenyada per Daniel Burnham i Frederick Law Olmsted, seguia l'estètica classicista de l'Escola de Belles Arts de París, i aquest neoclassicisme va tenir un profund èxit en el públic i els artistes, que van començar a cercar l'ideal de bellesa que proposava aquest estil.

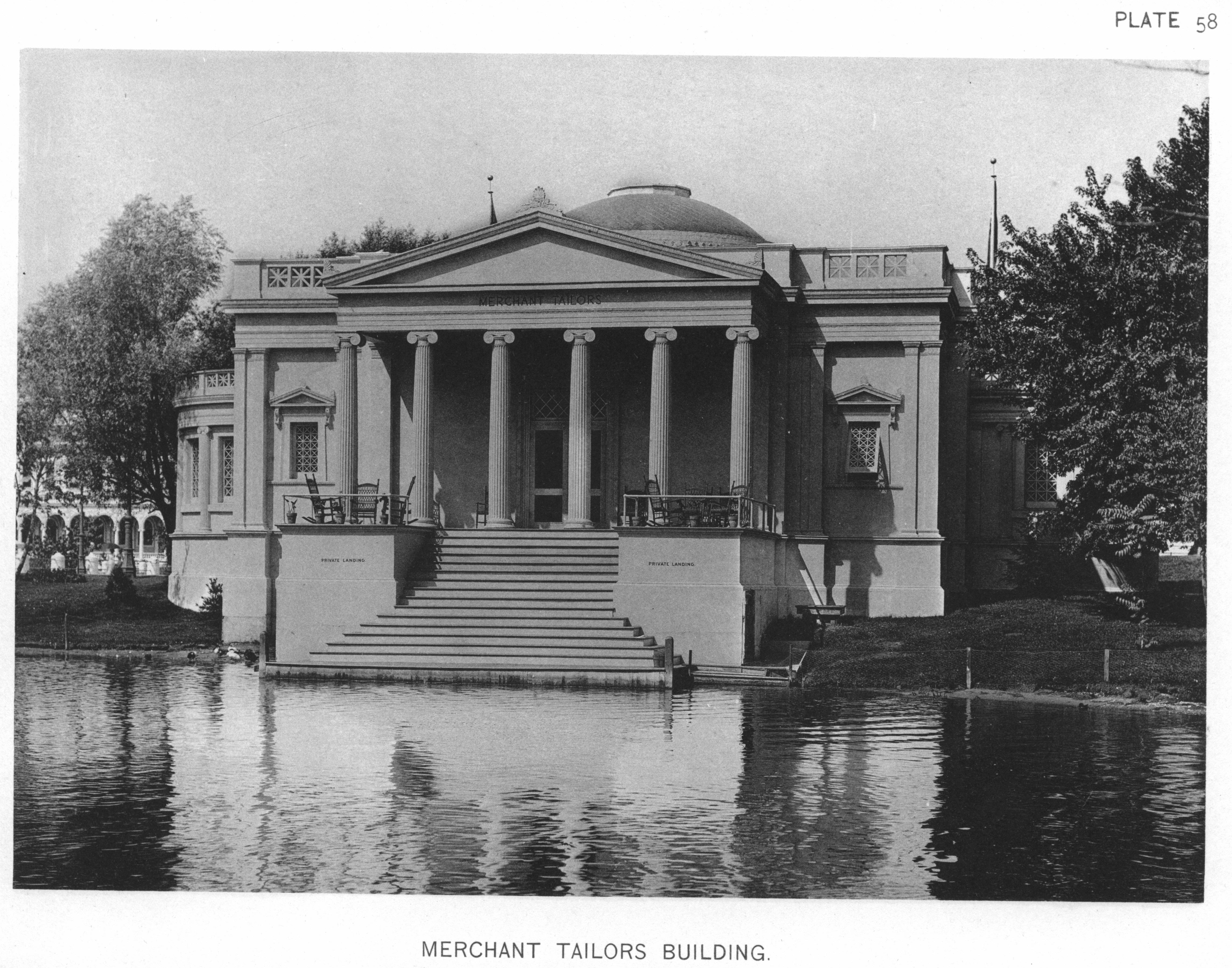
Merchant Tailors Building, Solon Spencer Beman, a l'Exposició Universal de 1893.

Hi va haver alguns arquitectes, com Sullivan, que no es van sumar a aquesta nova moda classicista, però la seva fama com a arquitectes es va anar apagant.
Si bé aquest estil neoclàssic ja venia presentant-se des dels anys 80 d'aquest segle, l'Exposició posà punt final a la popularitat de l'Escola de Chicago i a l'arquitectura americana.

## Característiques generals
A la majoria dels edificis pertanyents a l'Escola de Chicago trobem diversos elements comuns que podem considerar com a característiques generals d'aquesta Escola:
- Estructures metàl·liques (esquelets o carcassa de ferro) que permet augmentar l'alçada dels edificis sense haver de fer grans murs o pilars.[11]
- Ús del pilar de formigó com a suport o fonament. Serà la solució al desafiament de construir sobre un terra sorrenc i fangós. Respecte als fonaments, també varen desenvolupar l'anomenat «Chicago caisson».[11]

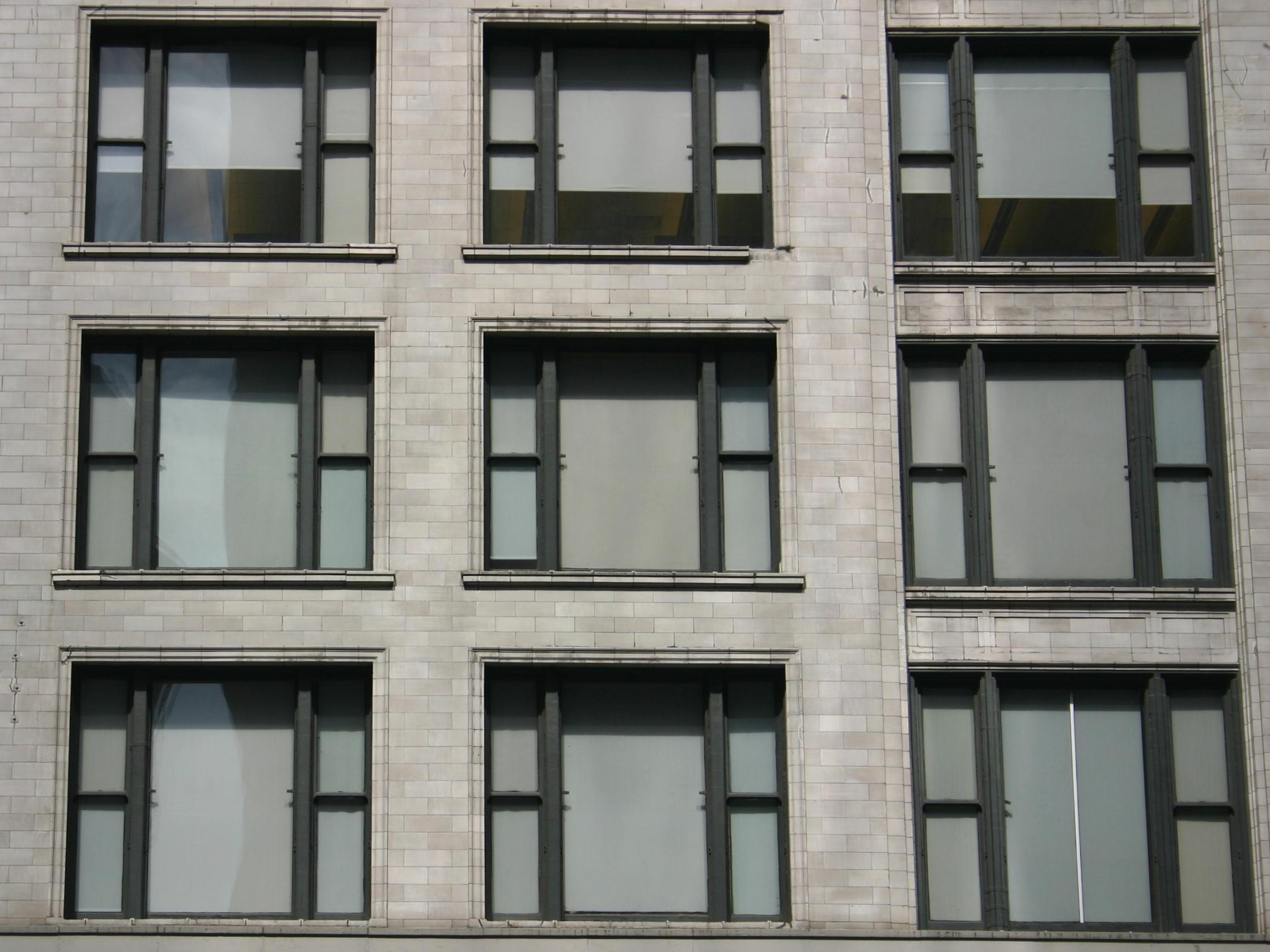
Chicago windows

- Chicago windowsFinestres esteses horitzontalment per tota la façana, la famosa «Chicago window».[12]
- Desapareix la diferenciació entre arquitectura i enginyeria.[12]
- Possible eliminació dels murs de càrrega (gràcies a aquesta estructura metàl·lica).
- Desenvolupament de l'ascensor elèctric.
- Respecte a l'exterior, se suprimeixen els elements decoratius (tan habituals a l'arquitectura artística de finals del segle xix). S'opta per superfícies llises i envidrades. Predominen les línies horitzontals i verticals.
- L'estructura interior és la que estableix la forma exterior de l'edifici.[12]
- Façana generalment dividida en tres cossos: sòcol, els diferents pisos d'oficines o habitatge i, per acabar, l'àtic. Aquesta innovació es deu a l'arquitecte Henry Hobson Richardson i a un dels seus edificis més importants: el Marshall Field Wholesale Market (1865), que esdevindrà un referent per a molts arquitectes posteriors.

### Autors de l'Escola de Chicago

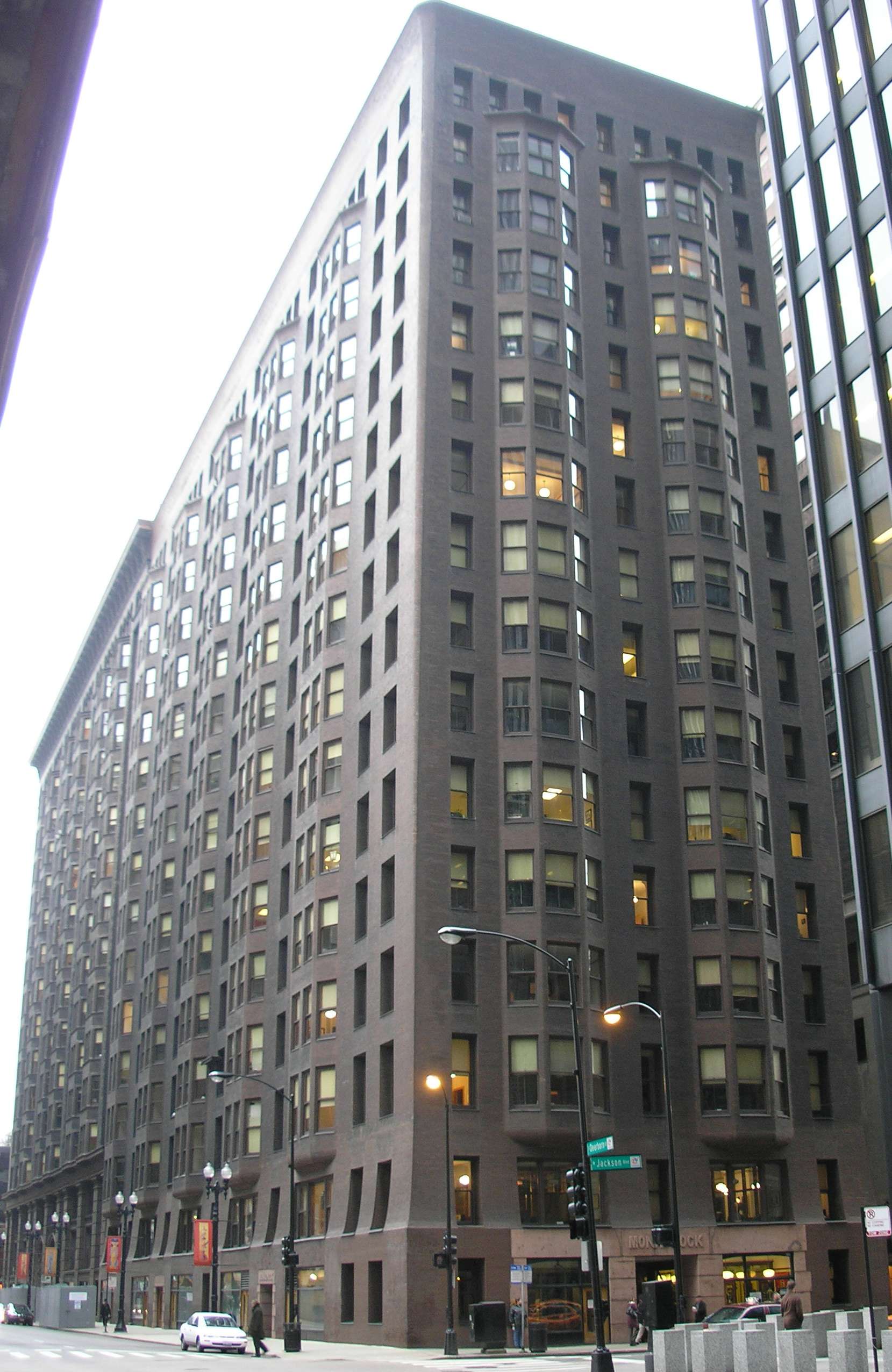
Monadnock Building, Burnham & Root, 1891.

Tot això succeeix als EUA i no a Europa perquè és al nou continent on la referència històrica té menys pes i importància. Europa sempre tendeix a tenir en compte el passat i això es reflecteix en els corrents artístics del vell continent. A l'Escola de Chicago podem destacar diversos autors:
- Henry Hobson Richardson (1838-1886): autor del Marshall Field Wholesale Market, no és un edifici que compti amb massa pisos però ja comença a despuntar entre els altres. L'exterior de l'edifici és molt senzill (es realitza una lliure interpretació del romànic europeu). Els murs són consistents, de pedra no polida (tradició constructiva de Massachusetts), però els buits dels finestrals estan complint la funció de captar la llum. Podem destacar la utilització de diferents formes i mides. L'estructura rotunda, en el seu caràcter sòlid i unitari, el fa sobresortir i afirmar la seva individualitat en el caos urbà que l'acull. Aquest edifici, influència de la simplicitat del pla hipodàmic ortogonal, permetia afegir tots els nivells de pisos que l'estructura suportés.
- William Le Baron Jenney (1832-1907): Es considera el fundador de l'Escola de Chicago. Va projectar l'edifici Home Insurance Company Building el 1884, sent considerat el primer edifici construït amb esquelet de ferro, malgrat que algunes de les seves parets tenien funció sustentadora. El Home Insurance Company Building inaugura els dubtes estètics per acomodar les plantes d'oficines en una tipologia com a aquesta, que no tenia precedents. Hi havia la necessitat de concentrar a més gent en menys espai i així va sorgir aquest edifici, que es va convertir en el primer amb deu plantes.
- Louis Henri Sullivan (1856-1924): va treballar al taller de Le Baron Jenney, on va descobrir la nova arquitectura. Més tard viatja per Europa i coneix l'academicisme francès, que rebutja totalment. Va col·laborar amb Dankmar Adler en la construcció de diversos edificis a Chicago, com l'Auditorium Building (1889).[14] La seva teoria de l'arquitectura és molt complexa i personal, de tal manera que uneix idees molt diverses com el transcendentalisme americà, l'idealisme alemany i el racionalisme. Tanmateix, va desenvolupar les idees naturalistes d'Horatio Greenough, basades en l'aplicació de l'estructura corporal dels animals en l'àmbit de l'arquitectura; és a dir, establir un esquelet adequat per als edificis (d'acer o de ferro).[15] Per a Sullivan, la funció de l'edifici ha de determinar la seva estructura (és a dir, la seva forma i organització), i la funció ve determinada per diversos factors naturals, socials, intel·lectuals i de la necessitat humana.[16] Sullivan veu l'ornamentació arquitectònica com un luxe, no com una necessitat, i com un element que depèn directament de la funció de l'edifici.[16]

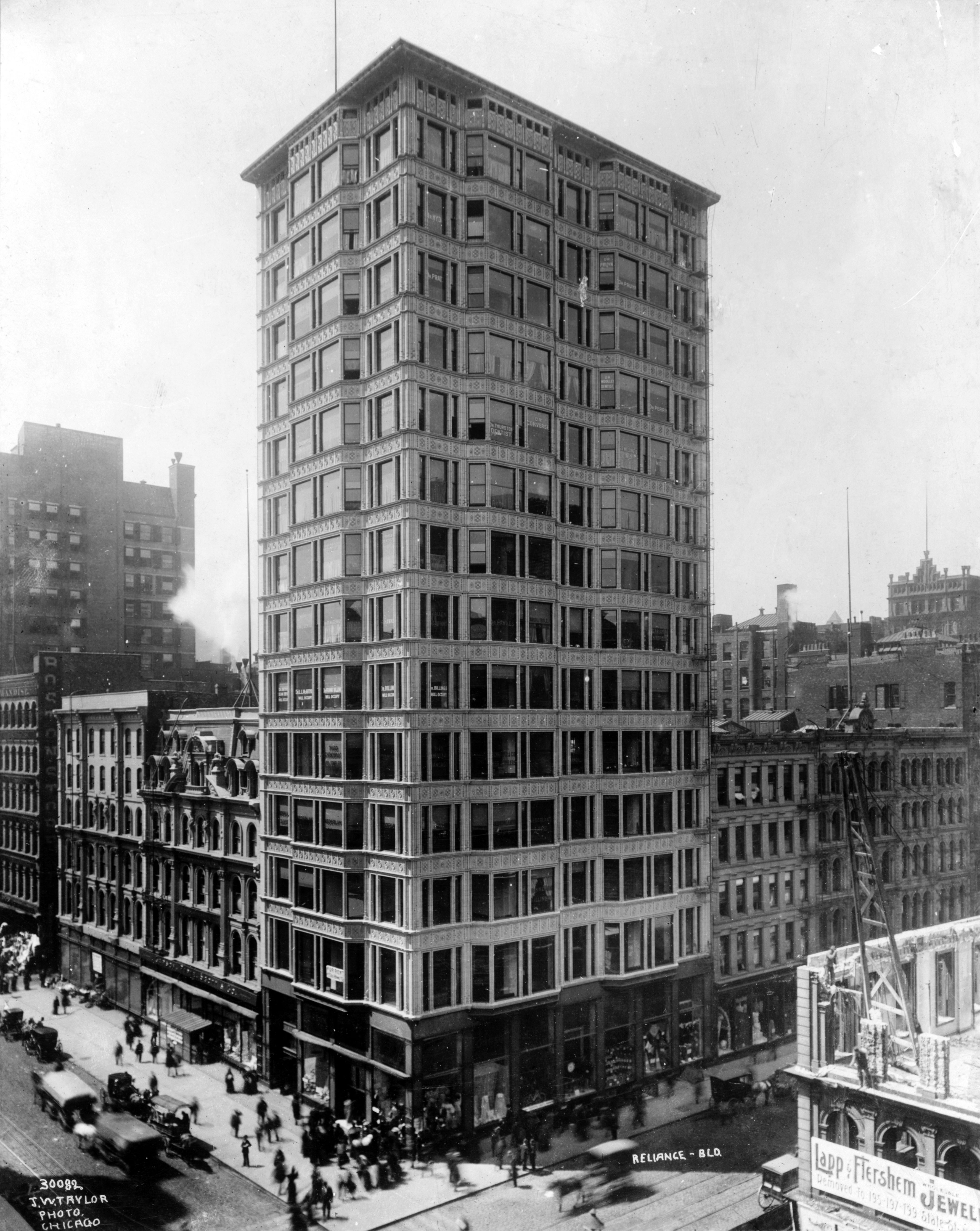
Reliance Building, Burnham & Root, 1894.

- Reliance Building, Burnham & Root, 1894.Burnham & Root (Daniel Burnham i John Wellborn Root): van ser els principals competidors de l'empresa Sullivan & Adler, però també hi havia certa rivalitat entre ells dos per l'autoria de les seves construccions.[16] Com Sullivan, Root defensa la subordinació de l'ornament a l'arquitectura, i arriba a plantejar l'arquitectura sense decoració i amb el major estalvi possible. Alguns edificis del grup on es veu aquest plantejament són el Montauk i el Monadnock.

### Edificis més destacats
- Leiter Building (1879), W. Le Baron Jenney.
- Home Insurance Building (1885), W. Le Baron Jenney.
- Reliance Building (1894), Burnham & Root.
- Carson, Pirie, Scott and Company Building (1899-1906), L. Sullivan.
- Monadnock Building (1889-1891), Burnham & Root.
- Montauk Building (1882), Burnham & Root.
- Auditorium (1887-1889), Sullivan & Adler.
- Marshall Field Wholesare Store (1885-1887), H. H. Richardson.
- Rothschild Store (1880-1881), L. Sullivan.
- Wainwright Building (1890-1891), Sullivan & Adler.
- Guaranty Building (1894-95), Sullivan & Adler.